# Вестбі (Монтана)
Вестбі (англ. Westby) — місто (англ. town) в США, в окрузі Шерідан штату Монтана. Населення — 167 осіб (2020).

## Географія
Вестбі розташоване за координатами 48°52′14″ пн. ш. 104°3′26″ зх. д. / 48.87056° пн. ш. 104.05722° зх. д. (48.870423, -104.057317).  За даними Бюро перепису населення США в 2010 році місто мало площу 1,40 км², з яких 1,40 км² — суходіл та 0,00 км² — водойми.

## Демографія
Згідно з переписом 2010 року, у місті мешкало 168 осіб у 82 домогосподарствах у складі 49 родин. Густота населення становила 120 осіб/км².  Було 114 помешкання (81/км²).
Расовий склад населення:
| - 95,8 % — білих - 2,4 % — корінних американців |

До двох чи більше рас належало 1,8 %. Частка іспаномовних становила 1,8 % від усіх жителів.
За віковим діапазоном населення розподілялося таким чином: 19,0 % — особи молодші 18 років, 58,4 % — особи у віці 18—64 років, 22,6 % — особи у віці 65 років та старші. Медіана віку мешканця становила 48,3 року. На 100 осіб жіночої статі у місті припадало 110,0 чоловіків;  на 100 жінок у віці від 18 років та старших — 106,1 чоловіків також старших 18 років.
Середній дохід на одне домашнє господарство  становив 61 703 долари США (медіана — 23 750), а середній дохід на одну сім'ю — 97 483 долари (медіана — 70 000). За межею бідності перебувало 17,1 % осіб, у тому числі 18,9 % дітей у віці до 18 років та 19,1 % осіб у віці 65 років та старших.
Цивільне працевлаштоване населення становило 72 особи. Основні галузі зайнятості: сільське господарство, лісництво, риболовля — 34,7 %, освіта, охорона здоров'я та соціальна допомога — 30,6 %, транспорт — 8,3 %, інформація — 6,9 %.